# Mohammad Abdel Wahab
Mohammad Abdel Wahab (En árabe: محمد عبد الوهاب  o Muhammad Abdul Wahab, 13 de marzo de 1902 – 4 de mayo de 1991, El Cairo), fue un reconocido músico de laúd, cantante, compositor y actor egipcio, conocido por sus canciones patrióticas y románticas de mediados del siglo XX. Compuso los himnos nacionales de Libia (Libia, Libia, Libia), de Túnez (Humat Al-Hima) y de los Emiratos Árabes Unidos (Īschī Bilādī), así como muchas canciones nacionalistas egipcias como: "Ya Masr tam El-Hanna", "Hay Ala El-Falah" , "Masr Nadetna falbena El-nedaa", "Oulo le Masr", "Hob El-watan Fard Alyi", "Sout El-Gamaheer", "Ya Nessmet El-Horria", "Sawae'd men Beladi". Es considerado uno de los compositores egipcios más exitosos que ha creado obras para los más afamados cantantes del momento, como lo fueran: Umm Kalzum y Abdel Halim Hafez entre muchos más.

## Biografía
Mohammad Abdel Wahab, (en árabe: محمد عبد الوهاب ), nació el 13 de marzo de 1902 en un barrio llamado "Bab alshieria" de El Cairo, Egipto. En contra de la voluntad de su familia quienes pretendían que estudie religión en la universidad de Al-Azhar, Abdel Wahab, mostró afinidad por la música y el canto. Tal es así, que a corta edad hizo sus primeras grabaciones, pero no pudo presentarse públicamente debido a su corta edad, ya que en esa época, en Egipto, no le estaba permitido a los niños trabajar en la actividad musical. 
Durante mucho tiempo hacía sus presentaciones bajo seudónimo en diversas agrupaciones musicales interpretando canciones populares del momento y del repertorio de Sayed Darwich hasta su ingreso al "Club de música oriental" donde conoce a Mohamed El Qasabgi, quien era ya un reconocido profesor de música y Oud con el quien toma sus primeras clases de teoría musical, Oud y Maqam. Al mismo tiempo comienza una amistad con el poeta Ahmad Sawqi el cual fue un punto de inflexión en la vida de Mohammas Abdel Wahab.

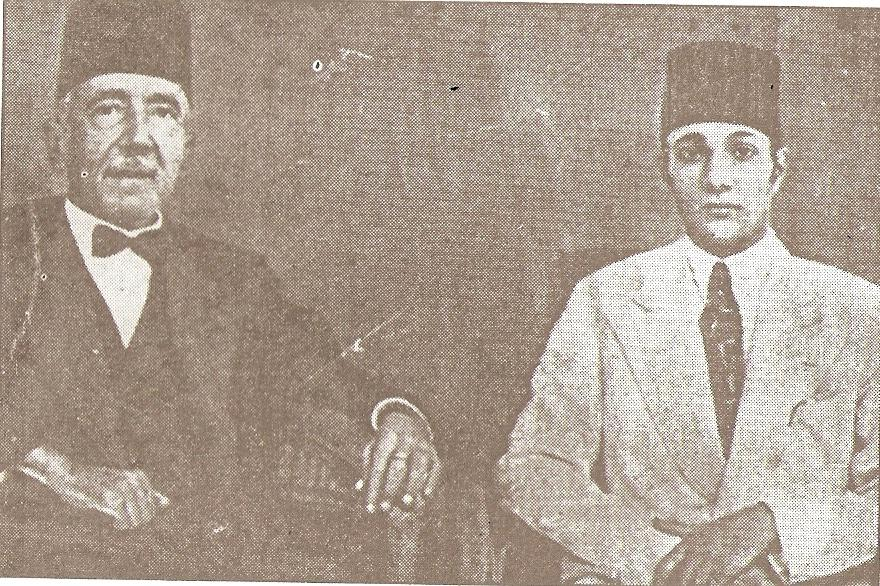
Ahmed Shawqi junto Mohammad Abdel wahab. Década del 20' (Siglo XX)

Ahmad Sawqi, tuteló la carrera del joven Abdel Wahab, quien ya a los 20 años podía comenzar a presentarse públicamente como cantante. Sawqi, refino a Abdel Wahab brindándole clases de poesía y cultura, además lo presentó ante la élite de la sociedad de intelectuales y personas influyentes hasta que Ahmad Sawqi murió en 1932,
En 1927, Abdel Wahab, grabó su primera canción en cilindro para Fonógrafo con letra del Sheikh Younis al-Qadi llamada: "Fik esharat kutshynat" (en árabe:  فيك عشرة كوتشينة ). Con ella inicia su carrera de grandes éxitos como cantante y compositor.

### Carrera cinematográfica
En 1933, Abdel Wahab comenzó a producir su propio estilo de película musical egipcia luego de visitar París sirviendo de inspiración las películas musicales francesas de la época. También introdujo un género alegre de películas musicales en la cultura egipcia algo que hasta el momento nadie había hecho. Finalmente compuso ocho comedias musicales entre 1933 y 1949. Sus películas retrataban la élite social occidental e incluían música que se desviaba de la melodía tradicional egipcia. Protagonizó su película de 1934, "La Rosa Blanca" (Al Warda al-baida), la que batió récords de asistencia y todavía suele reponerse con frecuencia durante fechas especiales en los cines egipcios. En 1950, Abdel Wahab dejó de participar en películas para centrarse en la canción.

### Contribución a la música egipcia y árabe

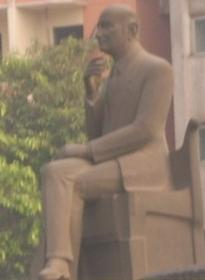
Estatua del Compositor y cantante Egipcio Mohammad Abdel Wahab en plazoleta de su barrio "Bab El-Sheriyah"", El Cairo

Abdel Wahab compuso más de 1820 canciones. Es considerado como uno de los músicos egipcios más innovadores de todos los tiempos, sentando las bases para una nueva era de la música egipcia con el uso de ritmos no locales y su refinada interpretación de oud. Esa innovación muchas veces fue blanco de críticas en su momento, ya que los músicos tradicionalistas lo acusaban de desfigurar la música árabe.
Algunos rivales artísticos de su época le reprochaban a Abdel Wahab, su orientación a la música occidental . De hecho, introdujo los ritmos occidentales a las canciones egipcias de una manera apropiada a las formas musicales tradicionales conocidas por entonces. Por ejemplo, en 1941, introdujo un ritmo de "vals" en su canción "Al Gondol", también fusionó la canción árabe con el Tango en las canciones, "Sahirtou","Eh enkatebli", y en 1957, introdujo un ritmo de "rock and roll" y "Jazz" en la canción de Abdel Halim Hafez,"Ya Albi Ya Khali". A pesar de esas críticas, Abdel Wahab, también compuso muchas canciones y piezas musicales clásicas de música árabe las cuales son admiradas por todos de forma indiscutible.
El encuentro entre Mohammad Abdel Wahab y la cantante Umm Kalzum no se dio hasta el año (1964). Se Dice que hasta ese momento existía una rivalidad artística entre ellos y que la persona encargada de reunirlos para juntar sus talentos fue nada menos que el presidente de Egipto Gamal Abdel Nasser. Finalmente en 1964 Abdel Wahab compone "Enta Ombri" con letra del poeta Ahmed Shafeeq Kamel, y además las canciones: "Fakarouny", "Amal Hayaty", "Daret El Ayam", "Enta El Hob", "Aghadan Alqak", "Leilet Hob", "Hathehi Lailaty", "Ala Bab Misr". En total compuso diez canciones para Umm Kalzum, todas ellas grandes éxitos y consideradas parte fundamental de la cultura Egipcia.  
Abdel Wahab, para el cantante Abdel Halim Hafez compuso grandes éxitos como: "Nebtady Menein El Hekaya", "Fatet Ganbena".
También, Abdel Wahab, compuso algunos de los mejores éxitos de Najat Al Saghira, cuatro de ellas con la poesía de Nizar Qabbani, y para la cantarte Warda Al-Jazairia creó varias obras exitosas, entre ellas se destacan " Fi Youm We Lailah" y "Beomry Koloh Habeatak", ambas con letra del poeta  Hussain El Sayed.
Abdel Wahab también compuso canciones para el ícono libanés Fairuz a quien llamó "Nuestro embajador de las estrellas" y declaró en la década de 1950 que era el líder de su club de fans en El Cairo.

### Final de carrera y legado

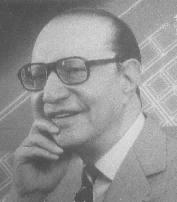
Mohammad Abdel wahab. Década de 1980' del (Siglo XX)

Abdel Wahab, poseía una bella voz con una tesitura sorprendente, músico de laúd. Compuso alrededor de 1820 canciones, para él y para otros cantantes, sobre todo se destacan algunos de los grandes éxitos de Umm Kalzum y Abdel Halim Hafez. Su conocimiento tanto de la música tradicional árabe como de la música occidental le permitió introducir muchos elementos musicales típicos de Occidente e instrumentos como el acordeón, el sintetizador, la guitarra eléctrica o el órgano, dando muestras de una versatilidad sorprendente. Tuvo mucho éxito en el cine y el teatro musical. Estuvo varios años sin grabar material propio como cantante regresando por última vez en 1988, con gran éxito en ventas. 
Falleció el 4 de mayo de 1991 en El Cairo, Egipto. A su funeral asistieron todos los grandes dignatarios egipcios, embajadores de los países árabes e infinidad de artistas y músicos. Es considerado uno de los cuatro grandes de la música árabe junto con Umm Kalzum, Abdel Halim Hafez y Farid al-Atrash, su nombre "Muhammad Abdel Wahab" es sinónimo de música árabe y  pieza fundamental para establecer una nueva era de la música egipcia en su tierra natal y en todo el mundo árabe. También dejó una marca en el mundo occidental al exponer la música egipcia a las tradiciones clásicas y populares occidentales.

## Filmografía
- Al Warda Al Baydaa
- Mamnoua Al Hob
- Youm Saaed
- Rossassa Fe Al Qalb
- Lasto Mlakan
- Domoo' El Hobb
- Yahia Al Hobb
- Ghazal Al Banat[9]

## Éxitos Musicales
(Solamente se detallan algunos de sus éxitos debido a su gran repertorio)
- Majnoon Layla.
- Al Qamh.
- Kilobatra.
- Algondool.
- Al Neel.
- Al Nahr Al Khalid.
- Dijla.
- Makadeeru Min Jafnayki.
- Al Fan.
- Ya Waboor.
- Indama Ya'ti Almasaa.
- A'shik Al Rooh.
- Balak Ma'a Meen.
- Balash Tiboosni.
- La Takthibi.
- Al Siba Wal Jamal.
- Jafnuho Allama Alghazal
- Illeel Lama Khili.
- Bileel Ya Roohi.
- Sa'it Mabasoofak Ganbi.
- Ooli Aamallak Eeh Albi.
- Hamsa Ha'rah.
- Hakeem Uyoon.
- Amana Ya Leel.
- Fil Bahr.
- Ana Wil Athaab We Hawak.

Además de ser cantautor, Abdel Wahab compuso temas musicales para los más afamados cantantes del mundo árabe, entre ellos: Umm Kalzum, Abdel Halim Hafez, Leila Mourad, Fayza Ahmed, Asmahan, Fairuz, Warda Al-Jazairia, Mayada El Hennawy.

## Obras Instrumentales
También compuso varias obras instrumentales entre las que destacan:
- Alwan.
- Loughet El Guitar.
- Farha.
- Hubby.
- Aziza.
- Amar.
- Fekra

## Himnos nacionales
Wahab compuso la música de 3 himnos nacionales del mundo árabe.
- : Libia, Libia, Libia (1951)
- : Īschī Bilādī (1971)
- : Humat Al-Hima (1987)